# Área escénica nacional

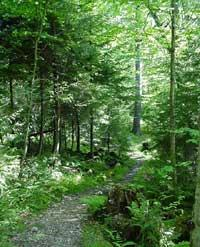
Área escénica de Gaudineer, en el Bosque Nacional Monongahela.

Un área escénica nacional (del inglés: National Scenic Area), en los Estados Unidos, es un área designada por el gobierno federal por reunir un gran valor natural y paisajístico y que recibe un nivel de protección que es menos estricto que la designación como área salvaje (wilderness). Las áreas escénicas nacionales están generalmente ocupadas o son utilizadas de alguna manera por la gente y, o bien no se pueden considerar para su designación como zonas salvajes o son adecuadas para realizar algunas actividades no contempladas entre las permitidos en la designación de área salvaje.
La primera área escénica nacional en los Estados Unidos fue el área escénica nacional Cuenca Mono (Mono Basin National Scenic Area), designada en 1984, seguida por la mucho más grande y ambiciosa del área escénica nacional Garganta del río Columbia en 1986 (Columbia River Gorge National Scenic Area). La garganta del río Columbia está en una región de gran belleza natural que ya era muy usada por la gente.  La designación de la garganta del Columbia fue controvertida, ya que impone una cantidad significativa de control federal sobre las tierras públicas y privadas que no habían sido previamente reguladas significativamente. Las siguientes designaciones de áreas escénica han tenido significativamente menor alcance, y suelen implicar la existencia de tierras federales.

## Áreas escénicas nacionales
- 1984 - Área escénica bosque nacional Cuenca Mono (Mono Basin National Forest Scenic Area), en California;
- 1986 - Área escénica nacional garganta del río Columbia (Columbia River Gorge National Scenic Area), en Oregon y Washington;
- 1988 - Área escénica nacional Arroyo Beech (Beech Creek National Scenic Area), Oklahoma;
- 1988 - Área escénica y área salvaje nacional Naciones Indias (Indian Nations National Wildlife and Scenic Area), en Oklahoma;
- 1994 - Área escénica nacional Monte Pleasant (Mount Pleasant National Scenic Area), en Virginia;
- 1995 - Área escénica nacional Coosa Bald (Coosa Bald National Scenic Area), en Georgia;
- 2000 - Área escénica nacional Isla Santa Helena (Saint Helena Island National Scenic Area), en Michigan;
- 2009 - Área escénica nacional Montaña Seng (Seng Mountain National Scenic Area), en Virginia;
- 2009 - Área escénica nacional Arroyo Bear (Bear Creek National Scenic Area), en Virginia.

## Áreas escénicas nacionales propuestas
Varias propuestas se han avanzado para designar nuevas áreas escénicas nacionales:
- Área escénica nacional Sedona-Red Rocks (Sedona-Red Rocks National Scenic Area), en Arizona, la legislación aprobada en 2010 fracasó;[4]

- Área escénica nacional Grandfather (Grandfather National Scenic Area, en Carolina del Norte;[5]

- Área escénica nacional Montaña Shenandoah (Shenandoah Mountain National Scenic Area), en Virginia;[6]

- Área escénica nacional Big Schloss (Big Schloss National Scenic Area), Virginia and West Virginia[7]

- Área escénica nacional Montaña Kelley (Kelley Mountain National Scenic Area), en Virginia;[8]

- Área escénica nacional Big Sur Coast (Big Sur Coast National Scenic Area), en California;[9]

## Antiguas áreas escénicas nacionales
- Área escénica nacional Mojave Este (East Mojave National Scenic Area), designada en 1994 como preserva nacional Mojave.